# Poder disciplinario
El poder disciplinario es un concepto teórico desarrollado por Michel Foucault para describir el poder político desde un punto de vista antagónico al de la teoría clásica del poder.

## Teoría clásica
La teoría clásica del poder, construye los modelos de su análisis a partir de la soberanía. Así, la tipología de Aristóteles se construye en función de cuántos individuos detentan el poder (monarquía, aristocracia y democracia o tiranía, oligarquía y demagogia) y con qué fines (formas puras e impuras). Desde finales del siglo XVII y comienzos del XVIII la figura del contrato comienza a describir el origen de los gobiernos como una transferencia de la soberanía de los ciudadanos a las autoridades. El poder es pensado como una propiedad transferible y también revocable, pero lo más importante es que, en la balanza del poder, del lado de la autoridad está el todo, y del lado de la ciudadanía la nada (existen excepciones, pero no son más que eso, cualquier comentario sobre la relevancia de los ciudadanos sólo tiene lugar después de un "pero")

## El concepto de Foucault
Foucault, heredero de otro legado teórico, observa al poder desde el un punto de vista opuesto. No desde sus formas terminales (instituciones consolidadas), sino desde sus formas capilares, sus raíces fundantes. Este poder no soberano, extraño a la forma de la soberanía, es el poder disciplinario. A su vez, las particularidades del concepto de poder disciplinario en Foucault, surgen desde la concepción relacional. Es decir, el poder no se concibe de manera análoga a la propiedad, ni siquiera como una potencia, sino como una relación que se puede y se debe estudiar sólo a través de los términos entre los que opera. Esta mirada implica toda una nueva descripción del concepto de poder.
La disciplina, a diferencia de la soberanía, no gira en torno a la regla jurídica, sino a la regla natural (la norma) y por lo tanto, su código no es el de la ley sino el de la normalización, y se caracteriza por ser creadora de aparatos de saber y conocimientos. Su horizonte teórico no es el del edificio del derecho, sino el de las ciencias humanas, y su jurisprudencia es la de un saber clínico.

## Ejemplos
La ley puede prohibir que el niño no concurra a la escuela, pero de puertas hacia dentro el poder jurídico-legal tiene poco o nada que decir. A lo sumo aclara que dentro de la escuela son válidas las mismas prohibiciones que fuera de ella. Sin embargo, en virtud de su nivel de aplicación capilar, el poder disciplinario establece cuál es la disposición óptima de los bancos de los estudiantes en los colegios, su mejor postura al escuchar o a escribir de acuerdo con la norma científicamente establecida y otras normativas de carácter similar.
Lo mismo ocurre con las prisiones. El poder jurídico-legal dictamina quién debe ser (hecho) prisionero, quién entra en la cárcel, por cuánto tiempo, etc. Sin embargo, la disposición arquitectónica de las prisiones se determina en función de la posibilidad óptima, técnicamente hablando, para su control, hasta el punto de calcular las implicaciones de dicha disposición en la psique de los presidiarios. El panóptico de Bentham no puede ser dictaminado por juez alguno, ya que excede sus competencias. La eficacia técnica es otra de las propiedades del poder disciplinario, que calcula el uso y la aplicación del poder con una máxima eficacia.

## Orígenes
Foucault sitúa el nacimiento del poder disciplinario en el siglo XVIII y sus postrimerías. Pareciera ser que, en sus palabras: 

“El poder que tenía como modalidad, como esquema organizativo, la soberanía, se hubiera visto incapaz de regir el cuerpo económico y político de una sociedad entrada en una fase de explosión demográfica y de industrialización, de modo que a la vieja mecánica del poder escapaban muchas cosas, por arriba y por abajo, a nivel de los individuos y a nivel de la masa. Para recuperar lo particular tuvo lugar una primera adaptación de los mecanismos de poder, dirigida a la vigilancia y el adiestramiento. Nace así la disciplina. Por eso, entre los siglos XVII y XVIII, fue el primero realizado, aunque sólo a nivel local, en forma empírica, fraccionada y en el marco limitado de la escuela, el hospital, el cuartel, la fábrica.”

En Vigilar y castigar, Foucault enumera cómo con la producción en masa del fusil y su introducción en los ejércitos, el individuo adquirió una nueva relevancia estratégica producto de su capacidad de eliminar mayor cantidad de enemigos. Esta relevancia hizo imperiosa la necesidad de una readaptación de las tácticas de adiestramiento y entrenamiento habituales. La precisión en la reglamentación de los movimientos de los cuerpos armados se incrementó sensiblemente. Se trata de una tecnología disciplinaria, una tecnología del cuerpo individualizado como organismo. Este es el objeto del poder disciplinario. Y su objetivo es manipular el cuerpo como fuente de fuerzas que deben hacerse útiles y dóciles.
Sin embargo, el grado capilar del poder no debe engañar sobre su grado de intencionalidad y alcance de sus efectos. Justamente, por nacer y aplicarse localmente, no puede generar gigantescas redes de dominación de proporciones conspirativas. En el tercer capítulo del primer volumen de Historia de la sexualidad, Foucault describe al poder como intencional, pero objetivo. Es decir, si bien en un momento un determinado mecanismo de poder se crea con determinadas intenciones y teniendo en cuenta determinados efectos, la compleja combinación de múltiples técnicas del ejercicio de poder genera una resultante que no es producto, en su totalidad, de la voluntad originaria del sujeto. Para llevar adelante este objetivo, el control de los sujetos en otra escala superior, surge otro tipo de poder, el biopoder.

## Enlaces
- Wikiquote alberga frases célebres de o sobre Poder disciplinario.
- País-Global

- Datos: Q6081278